# Souvrství Huincul

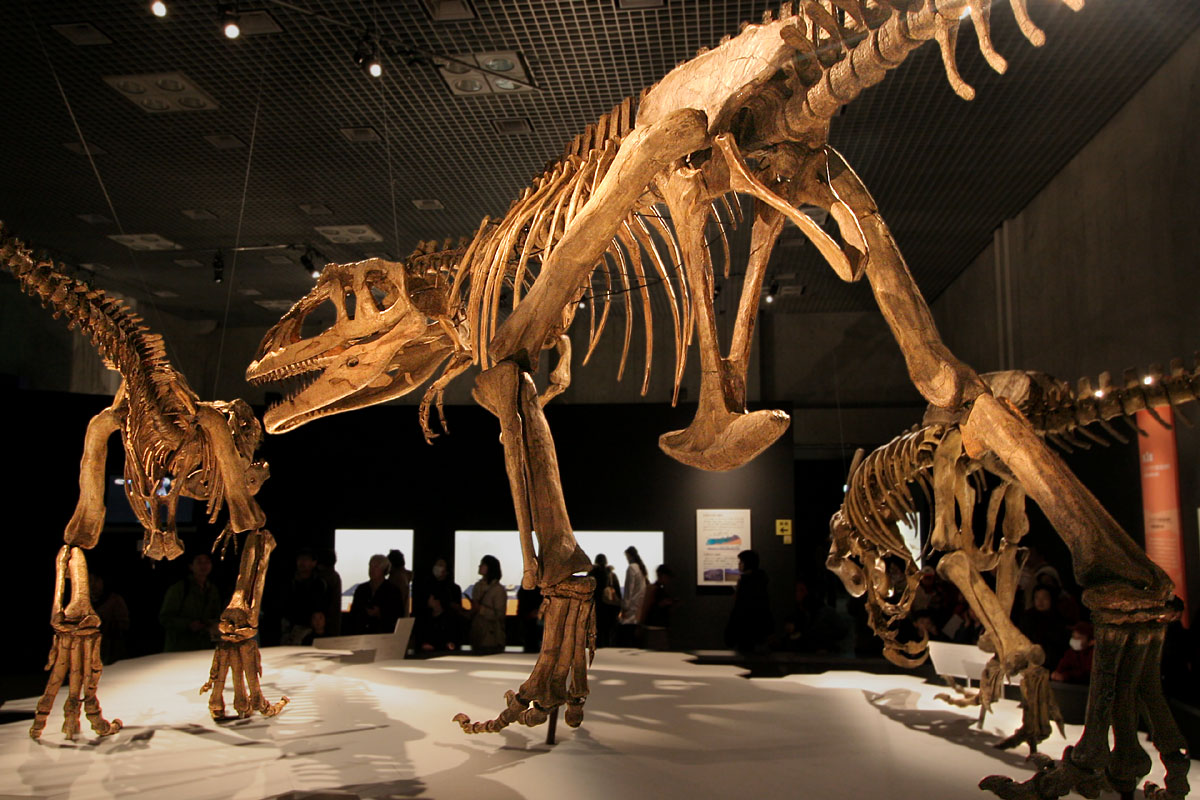
Rekonstruované kostry několika jedinců druhu Mapusaurus roseae.

Souvrství Huincul je geologickou formací z období rané pozdní křídy, jehož sedimentární výchozy se nacházejí na území argentinských provincií Neuquén, Mendoza a Río Negro. V současnosti patří k nejbohatším souvrstvím s dinosauřími fosiliemi na území Jižní Ameriky.

## Charakteristika
Vrstvy mají mocnost až 250 metrů, převládajícím typem horniny je pískovec a v menší míře pak jílovec. Stářím spadá toto souvrství do geologických stupňů cenoman až turon, konkrétní stáří pak činí asi 97 až 93 milionů let. Souvrství Huincul překrývá starší souvrství Candeleros a je naopak překryto vrstvami mladšího souvrství Lisandro. Spadá do geostratigrafické podskupiny Rio Limay a do skupiny Neuquén. Typová lokalita se nachází v Patagonii nedaleko města Plaza Huincul a byla poprvé stanovena R. Wichmanem v roce 1929 (stejně jako celé souvrství). Souvrství je známé především objevem dosud největšího známého dinosaura (a tím i suchozemského živočicha) všech dob, titanosaurního sauropoda druhu Argentinosaurus huinculensis. Známý je odtud také obří karcharodontosauridní teropod druhu Mapusaurus roseae.
V sedimentech tohoto souvrství byly objeveny také fosilní obratle neznámého druhu rebbachisauridního sauropoda. Jedná se tak o jedny z geologicky nejmladších fosilních pozůstatků této skupiny sauropodů.

## Objevené druhy dinosaurů

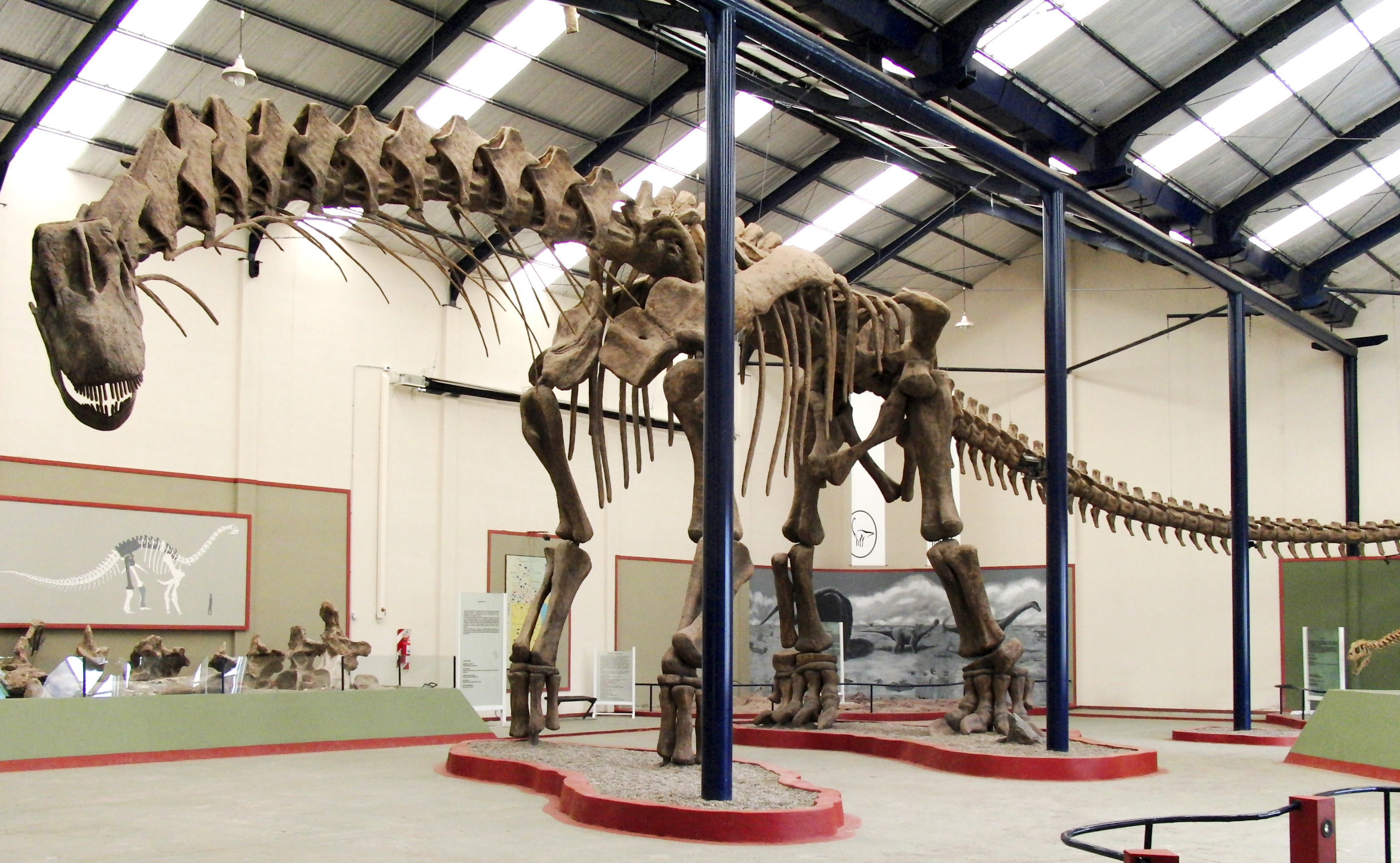
Rekonstruovaná kostra obřího sauropoda druhu Argentinosaurus huinculensis (PLoS ONE).

## Ornitopodní dinosauři
- Chakisaurus nekul[8]
- Hadrosauridae indet. (ichnofosilie)
- Iguanodontia indet.

## Sauropodní dinosauři
- Argentinosaurus huinculensis - obří titanosaurní sauropod[9]
- Astigmasaura genuflexa
- Bustingorrytitan shiva
- Cathartesaura anaerobica
- Choconsaurus baileywillisi
- Chucarosaurus diripienda
- Cienciargentina sanchezi
- Limaysaurus tessonei
- Sidersaura marae[10]

## Teropodní dinosauři
- Abelisauridae indet. (ichnofosilie)
- Aoniraptor libertatem
- Carcharodontosauridae indet.[11]
- Gualicho shinyae[12]
- Huinculsaurus montesi[13]
- Ilokelesia aguadagrandensis
- Mapusaurus roseae - obří karcharodontosauridní teropod[14]
- Meraxes - další obří karcharodontosaurid
- Overoraptor chimentoi
- Skorpiovenator bustingorryi
- Taurovenator violantei[15]
- Tralkasaurus cuyi[16]